# Tour of Antalya
Die Tour of Antalya ist ein türkisches Etappenrennen im Straßenradsport, welches in der Provinz Antalya stattfindet. Es wird von Argeus Travel & Events und Yedi Iletisim organisiert, die von 2009 bis 2015 die Tour of Turkey hat. Das Rennen wurde zum ersten Mal im Jahr 2018 organisiert und war dort Teil der UCI Europe Tour in Kategorie 2.2. Seit 2020 wir das Rennen in der Kategorie 2.1 veranstaltet.
Die Ausgabe 2021, ursprünglich geplant vom 11. bis  14. Februar, wurde aufgrund der Corona-Pandemie abgesagt. Die Ausgabe 2023 wurde nach dem schweren Erdbeben in der Türkei und Syrien abgesagt.

## Wertungstrikots
Bei der Rundfahrt gibt es für die jeweils Führenden folgende Wertungstrikots:
1. Gesamtwertung
2. Sprintwertung (Sprint Points)
3. Bergwertung
4. Sprintwertung (Natural Beauties Sprints)

## Ergebnis
| Jahr | Sieger            | Zweiter              | Dritter             |          |
| ---- | ----------------- | -------------------- | ------------------- | -------- |
| 2018 | Artjom Owetschkin | Cristian Răileanu    | Awet Habtom         |          |
| 2019 | Szymon Rekita     | Giovanni Lonardi     | Attila Valter       |          |
| 2020 | Max Stedman       | Kenneth Van Rooy     | Alessandro Fancellu |          |
| 2021 | abgesagt          | abgesagt             | abgesagt            | abgesagt |
| 2022 | Jacob Hindsgaul   | Alessandro Fedeli    | Luc Wirtgen         |          |
| 2023 | abgesagt          | abgesagt             | abgesagt            | abgesagt |
| 2024 | Davide Piganzoli  | Alessandro Pinarello | Edoardo Zambanini   |          |